# 가마타 도라이
가마타 도라이(일본어: 鎌田 斗来, 1999년 5월 26일~)는 일본의 축구 선수이다.

## 구단 경력
그는 2017년 J3리그의 블라우블리츠 아키타에 입단했다. 2018년부터 2021년까지 산업 능률 대학에서 활동하였다.